# Tarrant megye
Tarrant megye az Amerikai Egyesült Államokban, azon belül Texas államban található. Megyeszékhelye és legnagyobb városa Fort Worth. Lakosainak száma 2 110 640 fő (2020). Tarrant megye Denton, Dallas, Ellis, Johnson, Parker és Wise megyékkel határos.

## Népesség
A megye népességének változása:
| Lakosok száma | 1 816 956 | 1 848 096 | 1 881 445 | 1 911 541 | 1 982 498 | 2 110 640 |
|               | 2010      | 2011      | 2012      | 2013      | 2015      | 2020      |